# Caproni Ca.60
 (août 2017).
Si vous disposez d'ouvrages ou d'articles de référence ou si vous connaissez des sites web de qualité traitant du thème abordé ici, merci de compléter l'article en donnant les références utiles à sa vérifiabilité et en les liant à la section « Notes et références ».
Dimensions
Le Caproni Ca.60 est un hydravion à coque très ambitieux construit par Caproni au lendemain de la Première Guerre mondiale.

## Historique
En 1921, deux ans après le premier vol transatlantique réalisé par John Alcock et Arthur Brown, qui ont traversé l'Atlantique de la Nouvelle-Écosse, au Canada, jusqu'au comté de Galway, en Irlande, l'ingénieur italien Giovanni Battista Caproni envisageait un projet d’une envergure bien plus grande, la conception d’un avion de ligne de 100 places capable de réaliser le même exploit. 
Durant la Première Guerre mondiale, Giovanni Battista Caproni  s'était illustré en développant certains des premiers bombardiers employés dans le conflit. Après la Grande Guerre la conversion de plusieurs de ses bombardiers en avions de ligne destinés au transport de passagers en Europe lui a permis d'acquérir l'expérience nécessaire pour ce lancer dans un projet plus grand.

## Description
Projeté pour pouvoir transporter 100 passagers, il se caractérise par sa configuration totalement hors-normes, avec neuf ailes réparties en trois groupes triplans successifs et ses huit moteurs Liberty L-12.
Cet hydravion de forme curieuse était conçu pour remplacer les liners maritimes par des avions sur les principaux itinéraires de transport de passagers à longue distance.
Sa voilure de forme triplan avait trois groupes d'ailes, soit un total de neuf plans. Les huit moteurs V-12 Liberty placés en 2 groupes de 4 sur l'avant et sur l'arrière des ailes antérieure et postérieure étaient reliés par de longues perches de renfort triangulaires. Les membres d'équipage pouvaient passer par ces conduits pour atteindre les propulseurs en vol. 
Les deux moteurs placés au centre en tandem entraînaient chacun une hélice quadripale alors que les moteurs latéraux étaient dotés d'une hélice bipale. 
Le groupe avant était constitué de 2 moteurs à hélices tractrices bipales, un moteur à hélice propulsive bipale, et un quadripale tracteur, inversement le groupe arrière possédait un moteur à hélice tractrice quadripale et 3 à hélices propulsives bipales. Deux gros flotteurs assuraient la stabilité de l'appareil. La cabine pouvait recevoir cent passagers et huit membres d'équipage, ce qui constituait la plus forte capacité atteinte pour un avion commercial des années 1930. 
Cet imposant hydravion fut lancé sur le lac Majeur dans le Nord de l'Italie fin janvier 1921. L'unique prototype a décollé une première fois du lac Majeur le 12 février 1921. Les essais de flottaison commencèrent début mars. Un petit vol montra que le Ca.60 était instable et un lest fut chargé avant la première tentative de vol réel.
Lors du second essai, le 4 mars 1921 le pilote Semprini réussit à faire décoller l'hydravion, mais à faible altitude, le Transaero piqua, plongea directement dans le lac et se désintégra. Les réparations prévues ne furent jamais effectuées et ce qui restait du Ca.60 fut détruit dans un incendie peu de temps après, à la suite de quoi le projet a été abandonné.

## Culture populaire
Il apparaît dans le film d’animation Le vent se lève de Hayao Miyazaki en 2013.

## Illustrations

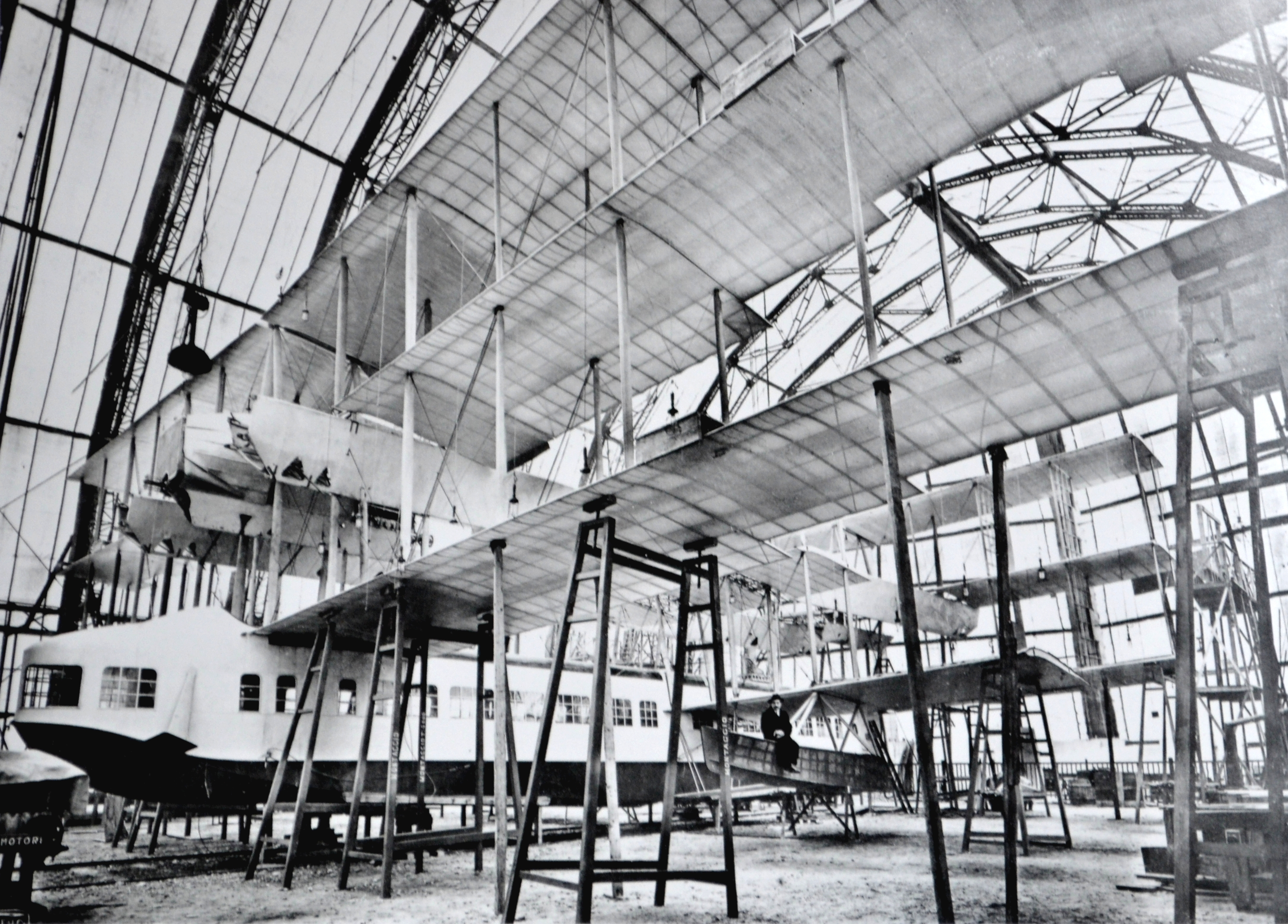
Construction.
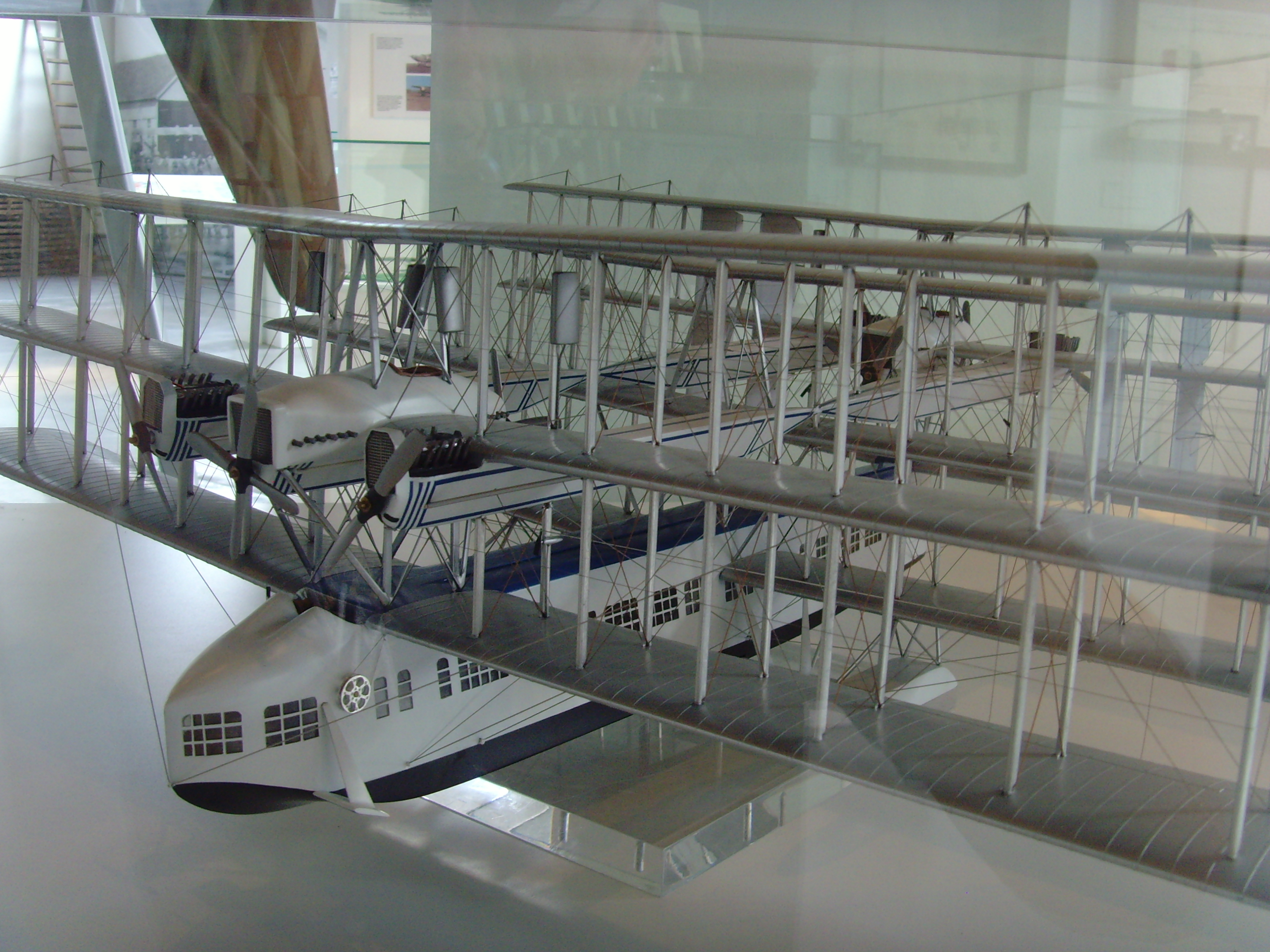
Maquette.
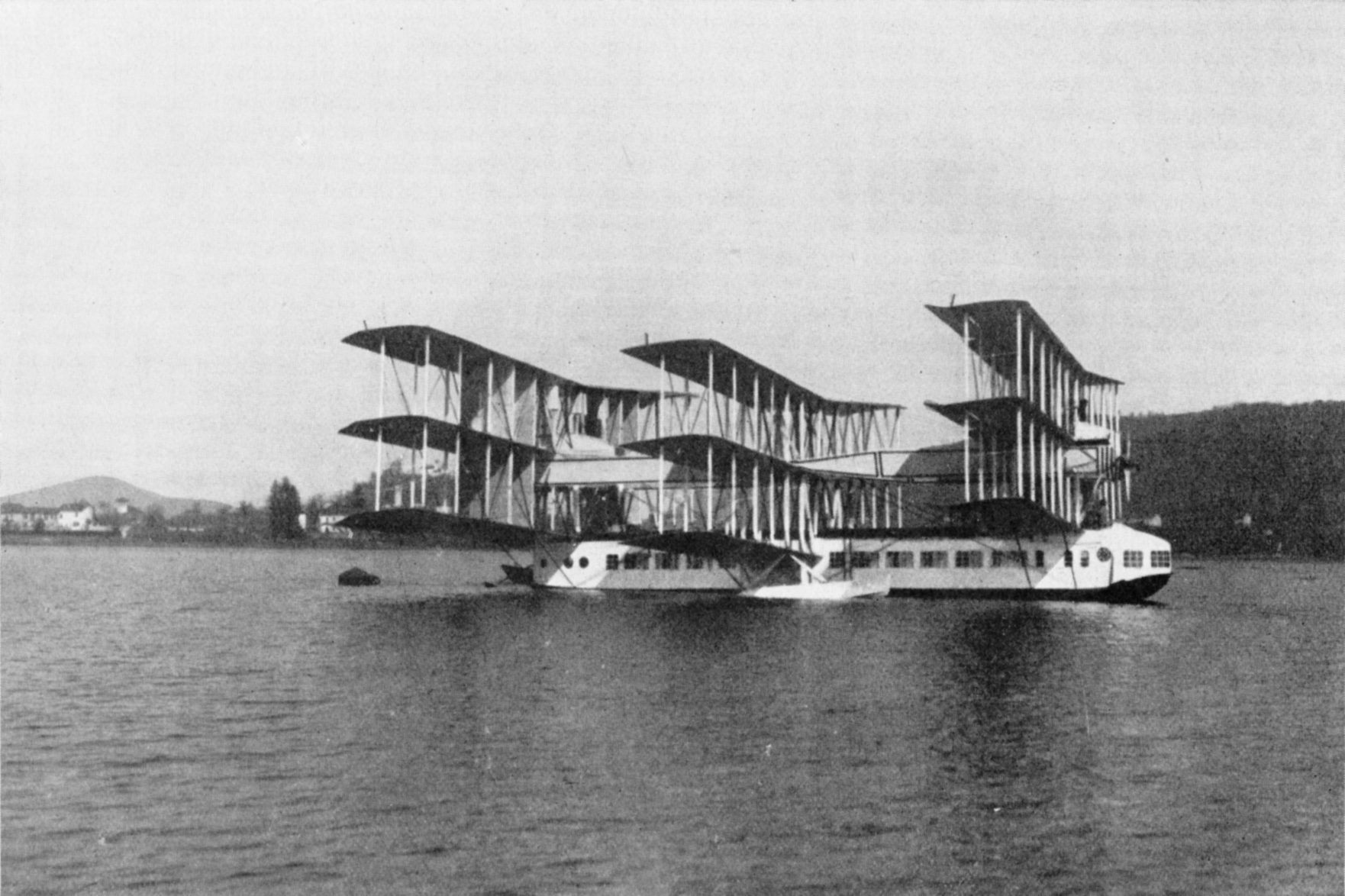
Sur le lac Majeur.
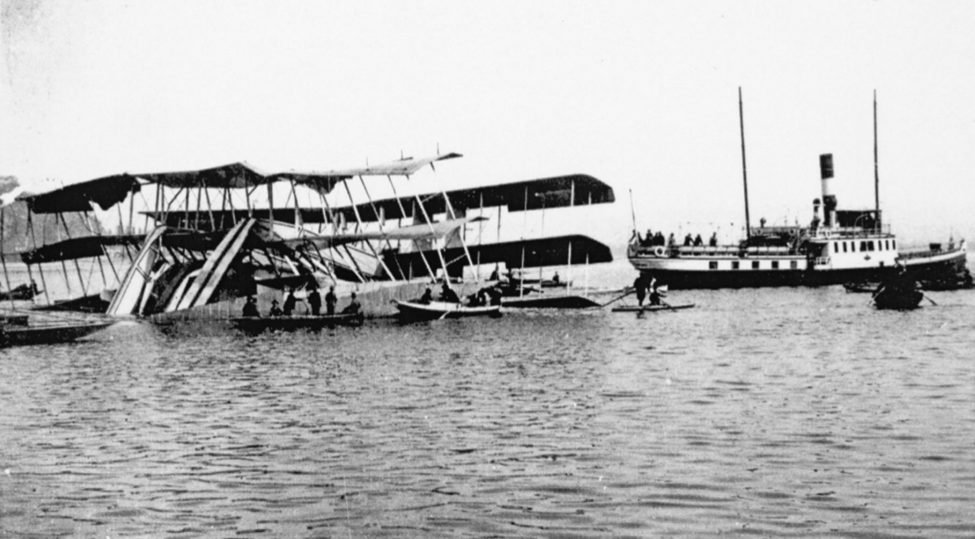
Après le crash.